# Vesicularia miquelii
Vesicularia miquelii là một loài Rêu trong họ Hypnaceae. Loài này được (Sande Lac.) M. Fleisch. miêu tả khoa học đầu tiên năm 1923.